# Ciudad Bolívar (Venezuela)
Ciudad Bolívar is een stad en gemeente in Venezuela op de zuidelijke oever van de Orinoco. Het is de hoofdstad van de deelstaat Bolívar. De gemeente telde in 2013 ongeveer 375.000 inwoners.
De gemiddelde temperatuur ligt tussen de 27 °C en de 30 °C.
De economie van de regio is gebaseerd op mijnbouw (hoofdzakelijk goud, diamant en bauxiet) en op metaalindustrie. Ook wordt 70% van Venezuela vanuit de regio Ciudad Bolívar voorzien van elektriciteit.
De stad is de zetel van het rooms-katholieke aartsbisdom Ciudad Bolívar.

## Geschiedenis
In 1595 werd Ciudad Bolívar gesticht door Antonio Berrío onder de naam Santo Tomé de Guayana. Sindsdien werd de plaats een aantal keer verplaatst, totdat in 1764 besloten werd tot de huidige locatie op een plek waar de Orinoco tamelijk smal is. De stad werd vervolgens bekend als Santo Tomé de la Guayana de la Angostura del Orinoco (ofwel Santo Tomé van Guyana aan de nauwte van de Orinoco). Die naam was tamelijk lang, en werd daarom ingekort tot Angostura. Op deze locatie was de stad minder kwetsbaar voor piraten die de Orinoco afzakten op zoek naar goud en diamanten.
In 1800 werd de stad bezocht door Humboldt, die haar beschreef als een van de meest flora- en faunarijke plekken die hij bezocht had.
In de 19e eeuw werd de stad een zenuwcentrum van de strijd voor de onafhankelijkheid. De strategische ligging die de stad beschermde tegen aanvallen van piraten bleek ook gunstig te zijn voor de onafhankelijkheidsstrijders die zich daar nestelden. In 1817 voegde Simón Bolívar de provincie toe aan het inmiddels onafhankelijke Venezuela en vestigde hij in Angostura de regering van de republiek. Op 16 december 1819 werd in Angostura de Republiek van Groot-Colombia uitgeroepen.
In 1846 werd de naam van de stad gewijzigd van Angostura in Ciudad Bolívar.

## Afbeeldingen

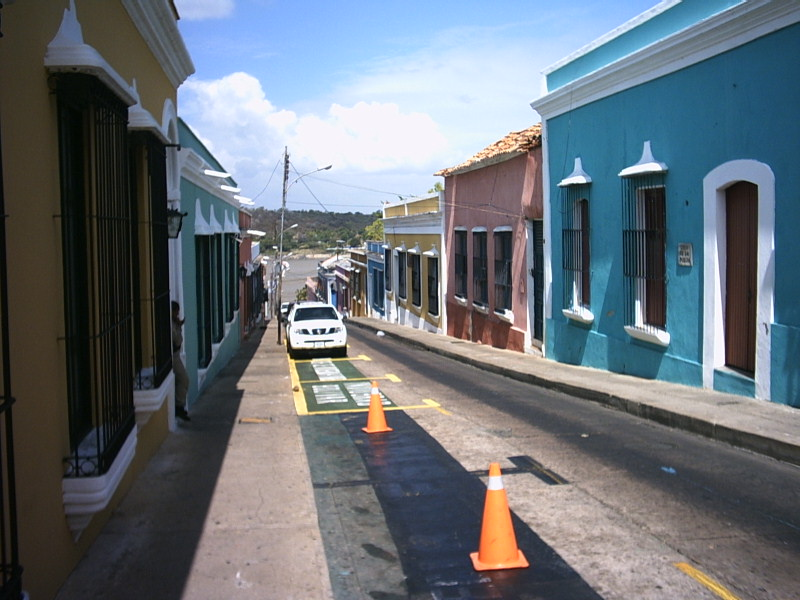
Straatbeeld
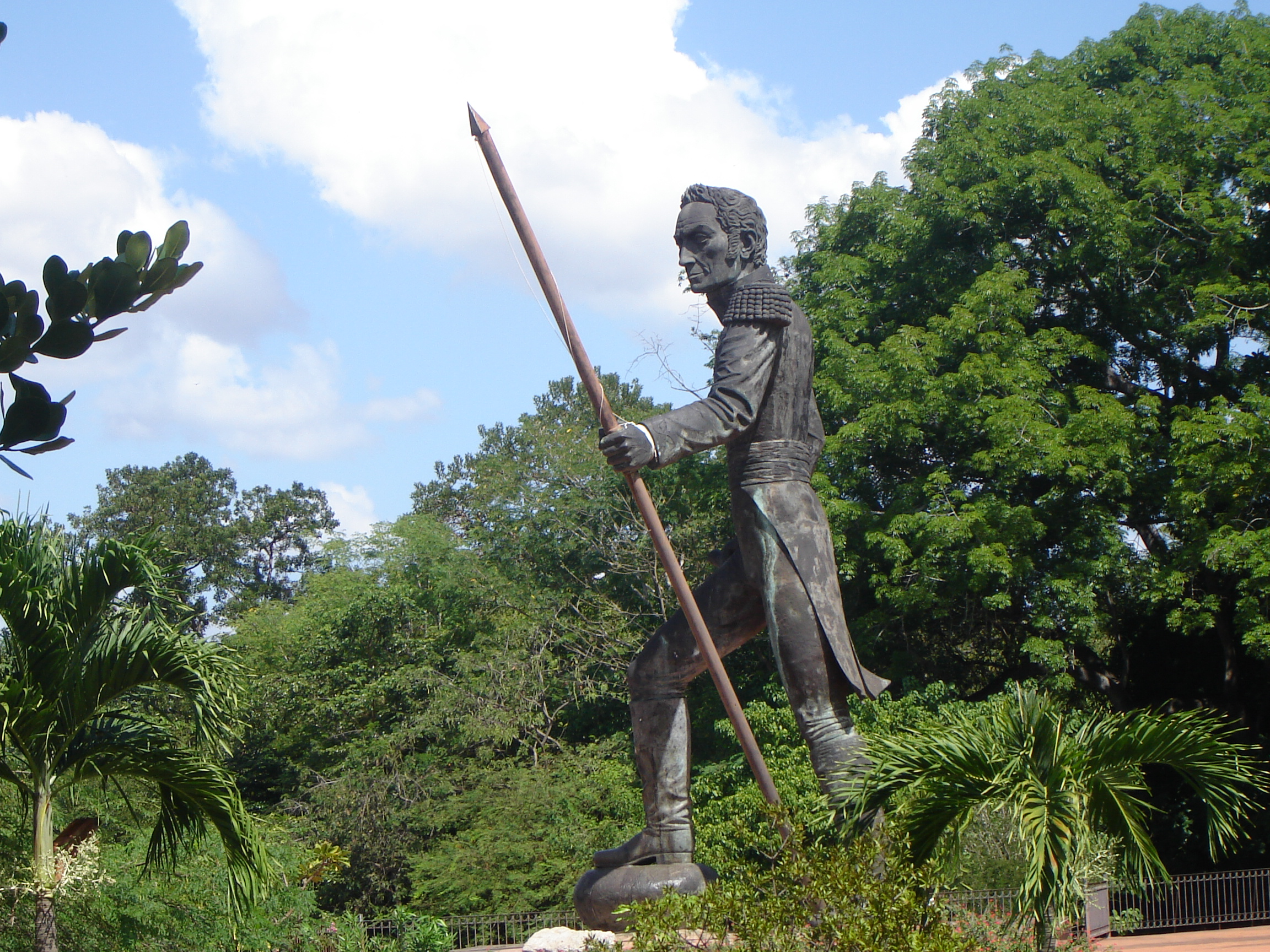
Beeld van Simón Bolívar in Ciudad Bolívar

## Geboren
- Rubén Limardo (1985), schermer
- Jeffrén Suárez (1988), voetballer